# Rozsypaniec (1146 m)
Rozsypaniec (1143 m n.p.m.) – szczyt górski w granicznym pasmie Bieszczadów Zachodnich. Niektóre mapy podają wysokość 1146.
Szczyt leży na granicy polsko-ukraińskiej, na południe od Kińczyka Bukowskiego i Stińskiej. Od strony polskiej nie prowadzi na niego żaden szlak turystyczny, a wejście jest niedozwolone. Po stronie ukraińskiej przez Rozsypaniec przebiega mało uczęszczany zielony szlak turystyczny biegnący wzdłuż granicy z Przełęczy Użockiej na Przełęcz Bukowską.